# L'Isola delle Trenta Bare
L'isola delle trente bare (L'île aux trente cercueils) è uno sceneggiato francese del 1979, con Claude Jade, tratto da un romanzo di Maurice Leblanc. Racconta la storia di un'infermiera, Véronique d'Hergemont, che deve affrontare i fantasmi del suo passato. Sceneggiato che alterna mistero ed avventura, superstizioni e sentimenti.

## Trama
Il viaggio intriso di mistero della trentacinquenne Véronique d'Hergemont, infermiera in un ospedale militare di Besançon nel 1917, sul finire della prima guerra mondiale. Quando Véronique riceve la notizia dell'assassinio del marito, creduto morto in un naufragio 14 anni addietro, decide di partire alla volta della Bretagna alla ricerca del padre e del figlio. Tra segreti, superstizioni, fantasmi del passato e strani incontri, Véronique approda nella misteriosa Sarek, soprannominata “l'isola delle 30 bare” a causa dei 30 scogli pericolosi che la circondano: sarà il capolinea di tutti gli enigmi e la soglia della follia.